# Bali Cilmi
Bali Cilmi is een gehucht in het oosten van het district Oodweyne, regio Togdheer, in de niet-erkende staat Somaliland (en dus formeel gelegen in Somalië).
Bali Cilmi ligt op ruim 900 m hoogte in een savanne, ruim 35 km ten zuidoosten van de districtshoofdstad Oodweyne en op 60 km afstand van de Ethiopische grens. Rondom het dorp liggen een vijftal verspreide veekralen; er is een uitgegraven drinkwaterreservoir voor vee.

Klimaat: Bali Cilmi heeft een gemiddelde jaartemperatuur van 23,8 °C; de temperatuurvariatie is gering; de koudste maand is januari (gemiddeld 20,5°); de warmste september (26,3°). Regenval bedraagt jaarlijks ca. 224 mm met april en mei als natste maanden; het droge seizoen is van december - februari.
Dorpen in de omgeving zijn Qurac Kudle, Cabdi Faarah en Gorayaood. Bali Cilmi is alleen via zandpaden verbonden met de rest van het district.